# Мохок Виста (Калифорнија)
Мохок Виста (енгл. Mohawk Vista) насељено је место без административног статуса у америчкој савезној држави Калифорнија.

## Демографија
По попису из 2010. године број становника је 159, што је 38 (31,4%) становника више него 2000. године.
| Група             | 2000.       | 2010.       |
| Белци             | 118 (97,5%) | 143 (89,9%) |
| Афроамериканци    | 0 (0,0%)    | 0 (0,0%)    |
| Азијати           | 0 (0,0%)    | 7 (4,4%)    |
| Хиспаноамериканци | 1 (0,8%)    | 4 (2,5%)    |
| Укупно            | 121         | 159         |